# Талех
Талех (сомал. Taleex, араб. تليح‎) — исторический город в сомалийском регионе Соль, административный центр одноимённого округа. Талех был столицей государства дервишей (1897—1920).

## История
До 1920 года Талех был центром антиколониального движения во главе с Диирийе Гууре  и Саидом Мохаммедом Абдилле Хасаном. Город подвергался бомбардировкам с воздуха и Хасан был вынужден отступить в Огаден.
Талех стал центром государства Хатумо, так как столица Ласъанод занята Сомалилендом.

## Географическое положение
Центр города располагается на высоте 669 метров над уровнем моря.